# Adeline Rudolph
Adeline Rudolph (* 10. Februar 1995 in Hongkong) ist eine deutsch-koreanische Schauspielerin und Model. International bekannt wurde sie durch eine Hauptrolle in der Netflix-Serie Chilling Adventures of Sabrina.

## Leben und Karriere
Rudolph wurde als Tochter einer koreanischen Mutter und eines deutschen Vaters geboren. Sie wuchs dreisprachig auf und beherrscht Englisch, Deutsch und Koreanisch. Sie besuchte die Deutsch-Schweizerische Internationale Schule in Hongkong. Nach ihrem Schulabschluss studierte sie am University College London (UCL) Politikwissenschaft.
Ihre Model-Karriere begann sie bei der Agentur nextmanagement. Ihre Schauspielkarriere begann mit kleinen Auftritten in Musikvideos. Von 2018 bis 2020 spielte sie in der Netflix-Horrorserie Chilling Adventures of Sabrina die teuflische Hexe Agatha.

## Filmografie
- 2018–2020: Chilling Adventures of Sabrina (Fernsehserie)
- 2021: Riverdale (Fernsehserie)
- 2022: Resident Evil (Fernsehserie)
- 2024: Hellboy: The Crooked Man
- 2024: Laid (Fernsehserie)
- 2025: Mortal Kombat II